# Traminda hemichroa
Traminda hemichroa là một loài bướm đêm trong họ Geometridae.